# Hermann-Josef-Krankenhaus
Das Hermann-Josef-Krankenhaus in Erkelenz im nordrhein-westfälischen Kreis Heinsberg ist ein Krankenhaus in privater Trägerschaft mit 409 Planbetten. Seit dem 1. April 2010 ist es akademisches Lehrkrankenhaus der RWTH Aachen.

## Geschichte

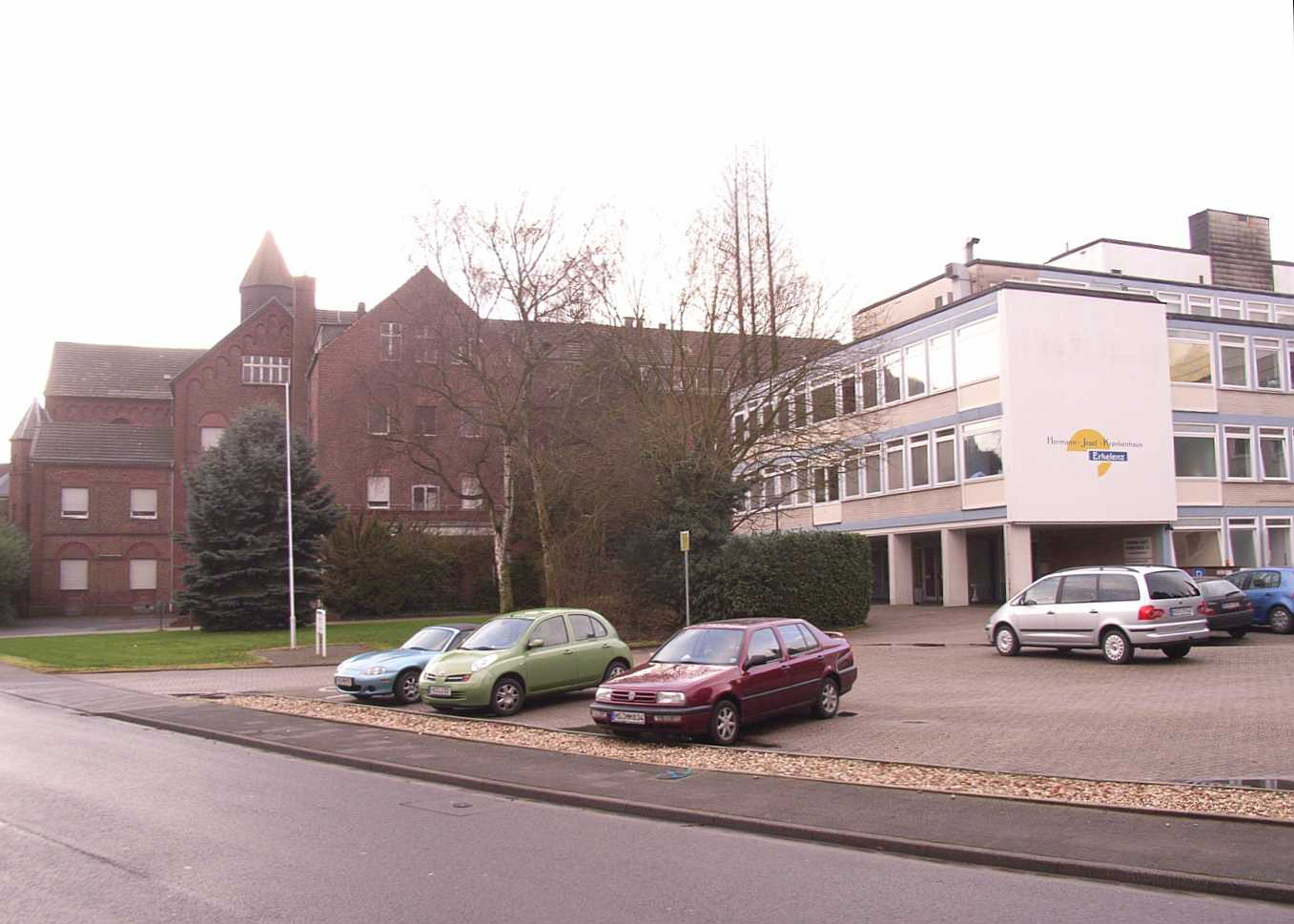
Ehemaliges Haus II, Immerath

Seit 1864 wurde in Erkelenz ambulante Krankenpflege betrieben. Die Hermann-Josef-Stiftung wurde 1867 per Testament durch den Erkelenzer Notar Hermann-Josef Gormanns gegründet. Am 3. März 1869 erfolgte die landesherrliche Genehmigung der Hermann-Josef-Stiftung. Am 19. Oktober 1869 erfolgte die Grundsteinlegung für das Hermann-Josef-Stift am heutigen Zehnthofweg und der  Westpromenade. Mit dem Stiftungskapital von 60.000 Talern wurde das erste Krankenhaus errichtet. Mit der Eröffnung am 3. Oktober 1871 übernahmen die Arme Dienstmägde Jesu Christi (ADJC) aus Dernbach die Pflege. 1898 erfolgte ein größerer Anbau. Ab 1928 wurden weitere umfangreiche Modernisierungen des Krankenhauses vorgenommen.
Im Zweiten Weltkrieg wurde das Krankenhaus nach Querfurt in Sachsen-Anhalt evakuiert. Am 23. Februar 1945 wurde das Gebäude in Erkelenz durch einen britischen Luftangriff zerstört. Im August desselben Jahres wurde ein Notkrankenhaus in einem Kindergartengebäude eingerichtet. 1949 wurde durch den Beschluss des Rates der Stadt Erkelenz der Neubau eines Krankenhauses auf dem Grundstück Tenholter Straße und Goswinstraße beschlossen und 1950 wurde der erste Bauabschnitt des Neubaus bezogen. Die Pflege übernahm von September 1950 bis März 1975 die katholische Schwesternschaft der Cellitinnen zur Hl. Maria aus Köln. 1952 folgte der zweite Bauabschnitt mit einem neuen Operationstrakt. Weitere Erweiterungsbauten wurden im Zeitraum 1957 bis 1959 (Erweiterung des Hauptbettentraktes um 53 Betten) und 1961 bis 1963 (weitere 31 Betten und gynäkologisch-geburtshilfliche Abteilung) vorgenommen. 1976 wurde eine Kooperationsvereinbarung mit dem Krankenhaus Immerath abgeschlossen.
Am 1. Januar 1988 wurde das Krankenhaus Immerath von der Ordensgenossenschaft der Töchter vom heiligen Kreuz mit 100 Betten übernommen. Da der Ortsteil Immerath dem Braunkohletagebau Garzweiler II weichen musste, wurde das Hermann-Josef-Krankenhaus ab 2005 erweitert. Im Dezember 2004 erfolgte die Erweiterung um eine Klinik für Kardiologie mit einem  Herzkathetermessplatz. Ende März 2009 fand der Umzug des Immerather Krankenhauses statt.
2010 wurden 13.764 Patienten stationär behandelt.

## Träger
Die seit 1867 bestehende Hermann-Josef-Stiftung Erkelenz ist eine selbständige kirchliche Stiftung privaten Rechts im Sinne des § 13 Abs. 1 des Stiftungsgesetzes für das Land Nordrhein-Westfalen und betreibt mehrere karitative und medizinische Einrichtungen im Raum Erkelenz.
Die Stiftung beschäftigt rund 850 Mitarbeiter. Vorsitzender der Stiftung ist der Bürgermeister, seit 2020 Stephan Muckel (CDU) und Stellvertreter der Pfarrer der Pfarrgemeinde St. Lambertus Erkelenz, derzeit Werner Rombach.

Wolfgang Salz war fast ein Vierteljahrhundert lang Verwaltungsdirektor der Erkelenzer Hermann-Josef-Stiftung und im Dezember 2014 trat Jann Habbinga, der zuvor das St. Josef-Krankenhaus Linnich als Verwaltungschef geleitet hatte, seine Nachfolge an.

## Struktur

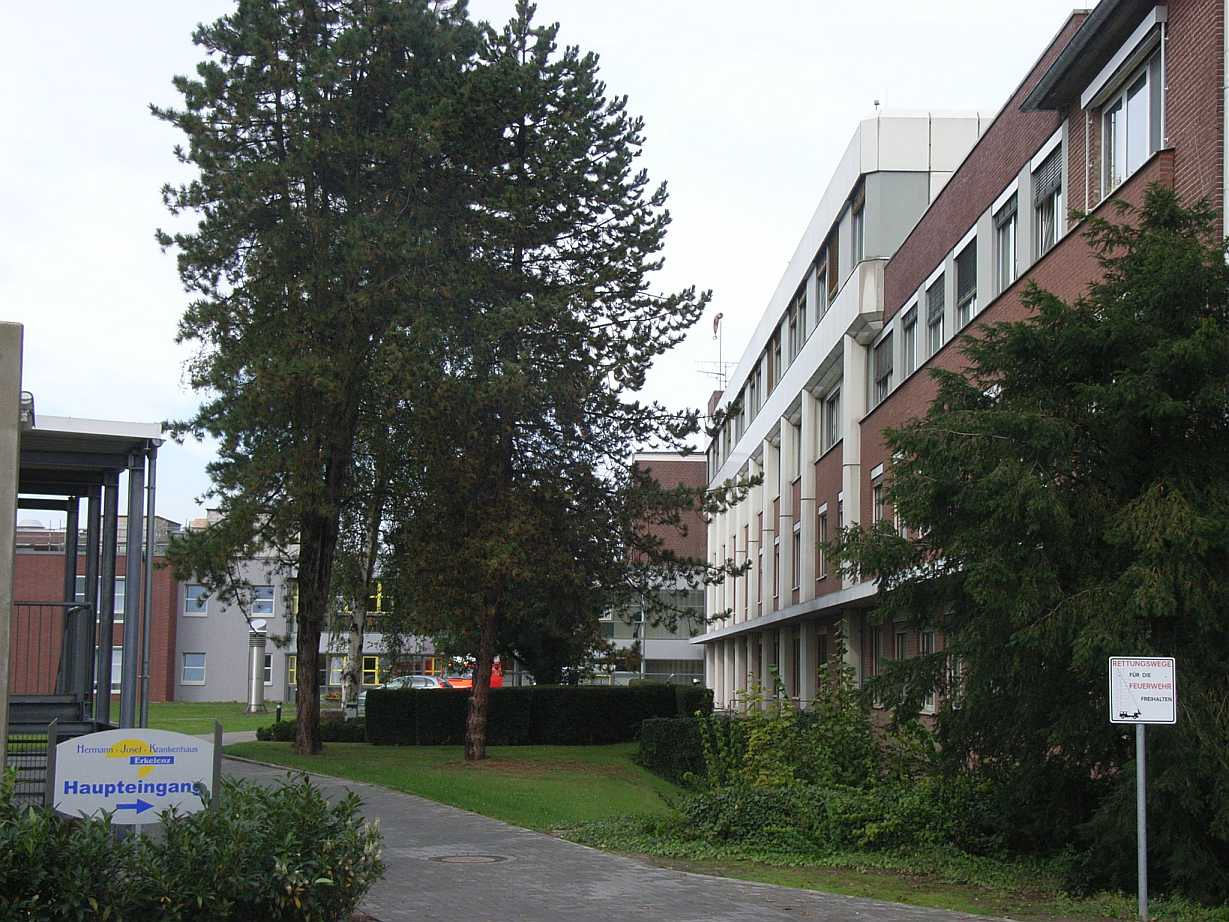
Hermann-Josef-Krankenhaus

Die Krankenhausleitung umfasst den Verwaltungsdirektor Jann Habbinga, den Ärztlichen Direktor Harry Elsbernd und den Pflegedirektor Stephan Demus.
Das Krankenhaus verfügt über folgende Abteilungen:
- Innere Medizin / Gastroenterologie, Stoffwechselerkrankungen und Onkologie
- Allgemein-, Viszeral- und Unfallchirurgie
- Akut-Geriatrie und Alters-Trauma-Zentrum
- Urologie und Kinderurologie
- Gynäkologie, Geburtshilfe und BrustCentrum Aachen-Kreis Heinsberg
- Kardiologie, Pneumologie und Intensivmedizin
- Belegabteilung für Hals-Nasen-Ohren-Heilkunde
- Belegabteilung für Augenheilkunde
- Anästhesie und Intensivmedizin
- Neurologie und Stroke Unit